# Вискочки. Uber, Airbnb та битва за Кремнієву долину (книга)
Вискочки. Uber, Airbnb та битва за Кремнієву долину (англ. The Upstarts: How Uber, Airbnb, and the Killer Companies of the New Silicon Valley Are Changing the World) — третя книга відомого американського журналіста Бреда Стоуна, вперше вийшла у видавництві «Little, Brown and Company» наприкінці січня 2017 року. Українською мовою перекладено у 2018 році видавництвом «Наш формат» (перекладач — Анастасія Дудченко).

## Огляд книги
Серед натовпу під час першої інавгурації Барака Обами у січні 2009 року були присутні дві групи підприємців, які стали  незабаром не просто свідками історії, а і її творцями. Це засновники маловідомого вебсайту Air-bed-and-breakfast.com — Браян Ческі (англ. Brian Chesky), Джо Геббіа (англ. Joe Gebbia) та Нейтан Блечарзик (англ. Nathan Blecharczyk). Тим часом Тревіс Каланік (англ. Travis Kalanick) та Ґарретт Кемп (англ. Garrett Camp) сиділи з друзями на місцях над інаугураційною платформою, обговорюючи ідею про запуск проєкту, про який скоро дізнається весь світ — Uber.
Це був початок технологічної революції, яка розгорталася протягом наступних  дев'ятьох років, поєднуючи незнайомців за допомогою смартфонів, змінюючи способи пересування людей всередині та між містами та кидаючи виклик усталеній думці урядів щодо регулювання бізнесу. Суперечки, конфлікти і протистояння, неймовірне фінансове зростання будуть супроводжувати «вискочок» в їх стрімкому поширенні світом.
У своєму черговому бестселері The Upstarts: How Uber, Airbnb, and the Killer Companies of the New Silicon Valley Are Changing the World Бред Стоун, використовуючи безпрецедентний внутрішній доступ до Uber та Airbnb, описує успіх компаній, кожна з яких досягла надзвичайних висот. Вони — унікальні бізнеси XXI століття.
У дусі знакових технологічних гігантів  Кремнієвої долини, таких як Стів Джобс та Білл Гейтс, нове покоління підприємців викликає ще один культурний переворот. Вони є «вискочками», засновникам з безмежним драйвом та впевненістю в собі. Молоді, заможні та харизматичні, переписують традиційні правила ведення бізнесу, змінюють повсякденне життя і перемагають серйозні етичні та юридичні перешкоди на своєму шляху.
«Вискочки. Uber, Airbnb та битва за Кремнієву долину» — це відповідь на питання, як досягти успіху там, де інші зазнали поразки і побудувати масштабні кампанії у приголомшливо короткий проміжок часу. В очікуваній та захопливій книзі Бреда Стоуна про найрадикальніші компанії нової Кремнієвої долини ми дізнаємося, як все починалось і як наш сучасний світ суттєво відрізняється від того, що було ще десять років тому.

## Переклади українською
- Бред Стоун. Вискочки. Uber, Airbnb та битва за Кремнієву долину / пер. Анастасія Дудченко. — К.: Наш Формат, 2018. — 384 с. — ISBN 978-617-7552-26-9.